# Martim Moniz (metropolitana di Lisbona)
Martim Moniz è una stazione della linea Verde della metropolitana di Lisbona.
La stazione è stata inaugurata nel 1966 con il nome di Socorro come stazione della linea blu, ma dal 1998 la stazione porta la denominazione attuale e serve la linea verde; è posta tra le stazioni di Rossio e Intendente.
La stazione è localizzata sulla Rua Martim Moniz, all'incrocio con la Rua Fernandes da Fonseca. Da questa fermata è possibile raggiungere il Castello di São Jorge e l'Hospital de São José. Il progetto architettonico iniziale (1966) è opera dell'architetto Dinis Gomes e le decorazioni interne della pittrice Maria Keil. Il 10 maggio del 1997 fu completata la ristrutturazione della stazione grazie all'architetto Paulo Brito da Silva, mentre le decorazioni interne furono opera di Gracinda Candeias e José João Brito.